# Bosc-Guérard-Saint-Adrien
Bosc-Guérard-Saint-Adrien és un municipi francès situat al departament del Sena Marítim i a la regió de Normandia. L'any 2007 tenia 830 habitants.

## Demografia

### Població
El 2007 la població de fet de Bosc-Guérard-Saint-Adrien era de 830 persones. Hi havia 270 famílies de les quals 32 eren unipersonals (24 homes vivint sols i 8 dones vivint soles), 67 parelles sense fills, 143 parelles amb fills i 28 famílies monoparentals amb fills.
La població ha evolucionat segons el següent gràfic:
Habitants censats

### Habitatges
El 2007 hi havia 287 habitatges, 281 eren l'habitatge principal de la família, 2 eren segones residències i 4 estaven desocupats. 285 eren cases i 2 eren apartaments. Dels 281 habitatges principals, 229 estaven ocupats pels seus propietaris, 51 estaven llogats i ocupats pels llogaters i 1 estava cedit a títol gratuït; 2 tenien una cambra, 2 en tenien dues, 21 en tenien tres, 64 en tenien quatre i 192 en tenien cinc o més. 242 habitatges disposaven pel capbaix d'una plaça de pàrquing. A 80 habitatges hi havia un automòbil i a 192 n'hi havia dos o més.

### Piràmide de població
La piràmide de població per edats i sexe el 2009 era:
| Homes | Edats   | Dones |
| ----- | ------- | ----- |
| 0     | 95 o +  | 0     |
| 0     | 90 a 94 | 0     |
| 4     | 85 a 89 | 0     |
| 0     | 80 a 84 | 4     |
| 4     | 75 a 79 | 0     |
| 4     | 70 a 74 | 4     |
| 8     | 65 a 69 | 4     |
| 16    | 60 a 64 | 20    |
| 16    | 55 a 59 | 16    |
| 24    | 50 a 54 | 16    |
| 40    | 45 a 49 | 44    |
| 36    | 40 a 44 | 24    |
| 40    | 35 a 39 | 44    |
| 36    | 30 a 34 | 32    |
| 4     | 25 a 29 | 20    |
| 20    | 20 a 24 | 8     |
| 28    | 15 a 19 | 20    |
| 28    | 10 a 14 | 48    |
| 44    | 5 a 9   | 28    |
| 44    | 0 a 4   | 20    |

## Economia
El 2007 la població en edat de treballar era de 564 persones, 406 eren actives i 158 eren inactives. De les 406 persones actives 395 estaven ocupades (212 homes i 183 dones) i 11 estaven aturades (4 homes i 7 dones). De les 158 persones inactives 35 estaven jubilades, 90 estaven estudiant i 33 estaven classificades com a «altres inactius».

### Ingressos
El 2009 a Bosc-Guérard-Saint-Adrien hi havia 280 unitats fiscals que integraven 855,5 persones, la mediana anual d'ingressos fiscals per persona era de 24.854 €.

### Activitats econòmiques
Dels 19 establiments que hi havia el 2007, 3 eren d'empreses de construcció, 4 d'empreses de comerç i reparació d'automòbils, 1 d'una empresa de transport, 1 d'una empresa d'hostatgeria i restauració, 1 d'una empresa financera, 3 d'empreses de serveis, 2 d'entitats de l'administració pública i 4 d'empreses classificades com a «altres activitats de serveis».
Dels 4 establiments de servei als particulars que hi havia el 2009, 1 era un electricista, 1 empresa de construcció, 1 perruqueria i 1 restaurant.
L'únic establiment comercial que hi havia el 2009 era una fleca.
L'any 2000 a Bosc-Guérard-Saint-Adrien hi havia 13 explotacions agrícoles que ocupaven un total de 665 hectàrees.

## Equipaments sanitaris i escolars
El 2009 hi havia una escola elemental.

## Poblacions més properes
El següent diagrama mostra les poblacions més properes.